# کارلوس گارسیا
کارلوس گارسیا (انگلیسی: Carlos P. Garcia; ۴ نوامبر ۱۸۹۶ – ۱۴ ژوئن ۱۹۷۱) یک سیاست‌مدار، معلم، سخنور، شاعر و وکیل اهل فیلیپین و از مارس ۱۹۵۷ تا دسامبر ۱۹۶۱ رئیس‌جمهور جمهوری سوم فیلیپین بود.